# Sellapan Ramanathan

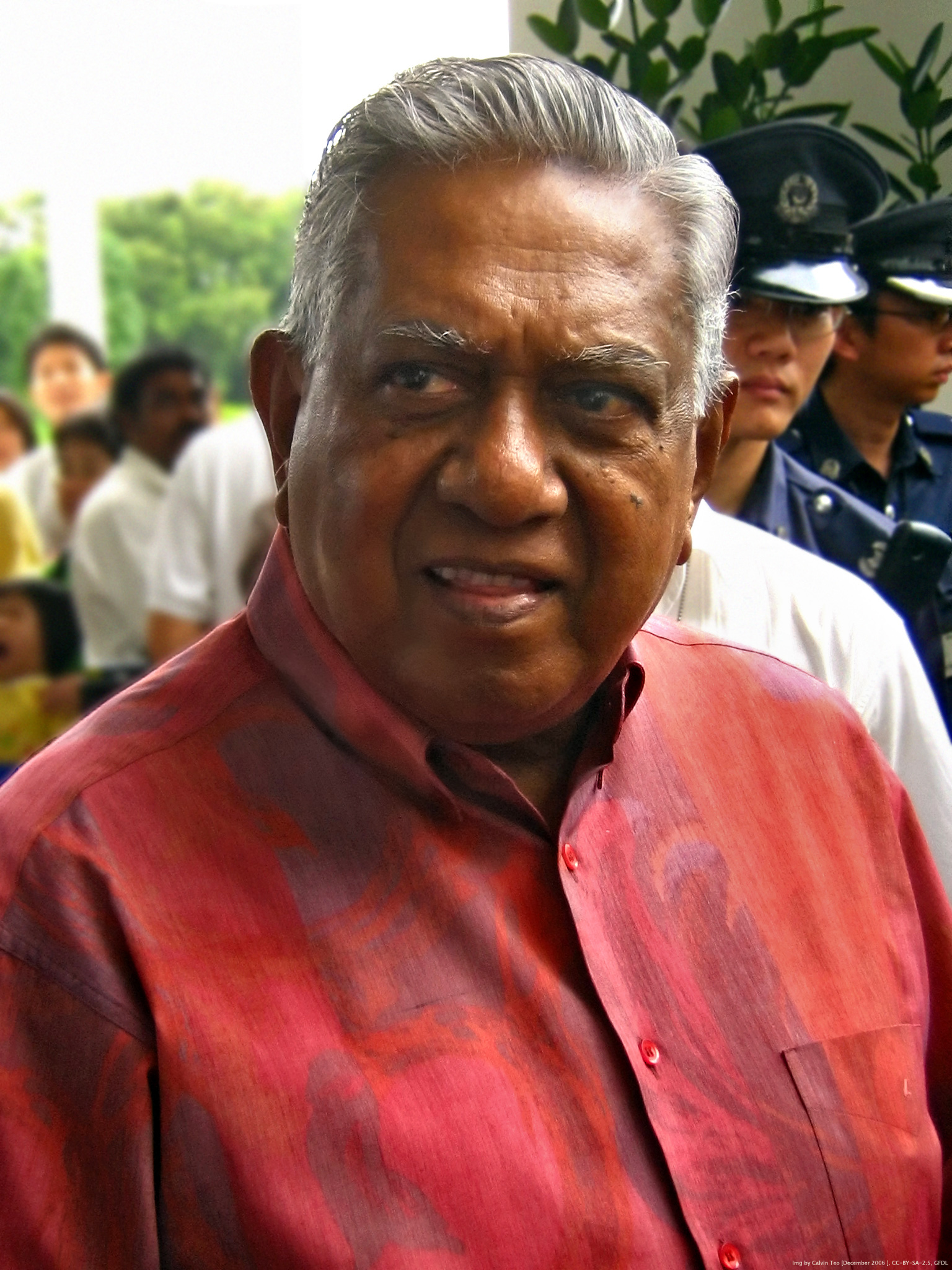
Sellapan Ramanathan

Sellapan Ramanathan (of S.R. Nathan) (Singapore, 3 juli 1924 – aldaar, 22 augustus 2016) was de zesde president van Singapore. Hij was tevens de langstzittende president van zijn land.
Ramanathan studeerde sociologie aan de Universiti Malaya, waar hij afstudeerde in 1954. Hij werd verkozen tot president van Singapore op 28 augustus 1999. Hij had geen enkele tegenkandidaat. Bij de verkiezingen van 2005 werden alle tegenkandidaten afgewezen door de kiescommissie en werd hij verkozen voor een tweede termijn van zes jaar. In 2011 werd hij opgevolgd door oud-premier Tony Tan Keng Yam.
Hij overleed in 2016 op 92-jarige leeftijd.
Yusof Ishak · Benjamin Sheares · Devan Nair · Wee Kim Wee · Ong Teng Cheong · Sellapan Ramanathan · Tony Tan Keng Yam · Halimah Yacob · Tharman Shanmugaratnam